# August Prüßner

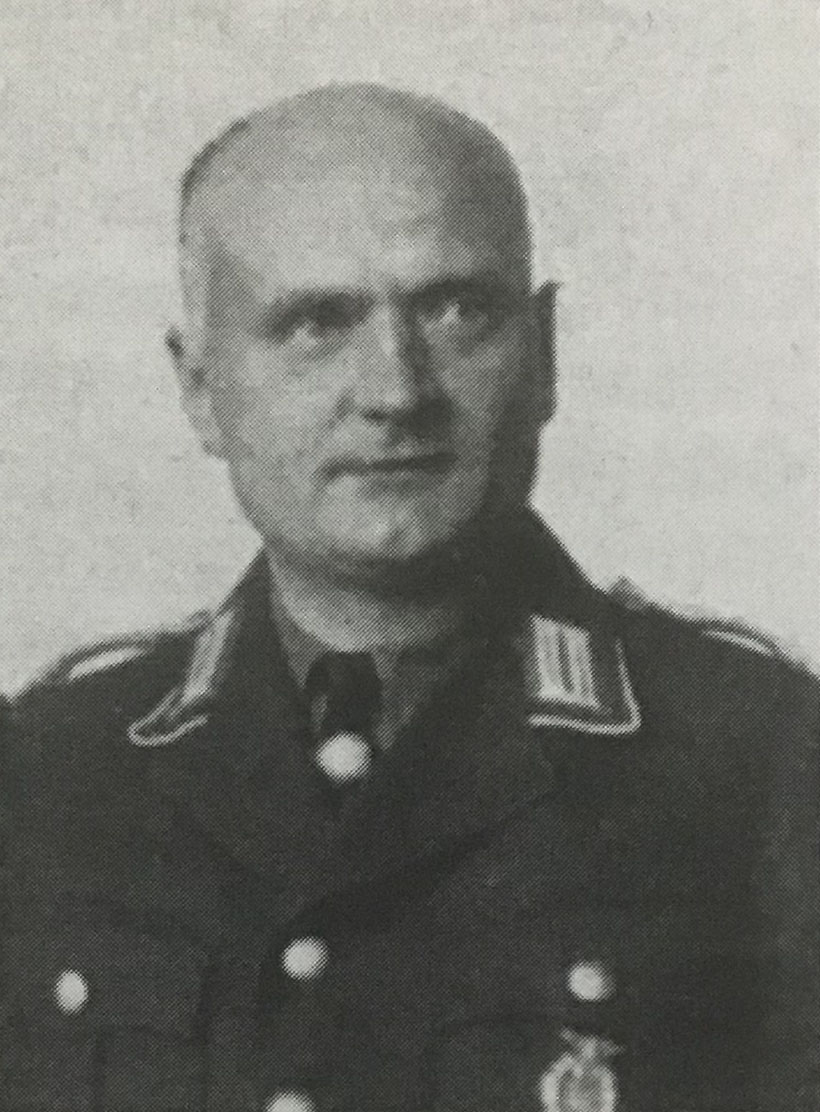
August Prüßner, Porträt von 1934

August Prüßner (* 3. November 1895 in Salzuflen; † 29. Juli 1970 in Bad Salzuflen) war ein deutscher Politiker und lippischer Landtagsabgeordneter (NSDAP).

## Leben und Beruf
Er war der Sohn von August Prüßner und dessen Ehefrau Frieda geb. Brandt. Nach dem Besuch der Volksschule und einem halben Jahr praktischer Tätigkeit als Fabrikarbeiter absolvierte August Prüßner eine kaufmännische Lehre in einem Zuckerwarengeschäft in Bad Salzuflen. Danach war er als Angestellter und Geschäftsreisender tätig, bevor er von 1915 bis 1918 am Ersten Weltkrieg teilnahm, wo er zuletzt als Zahlmeister wirkte. 
Nach Kriegsende ging er in seine alte Firma zurück, in der er zum Prokuristen und Mitinhaber aufstieg. Im Zuge der Weltwirtschaftskrise 1929 wurde die Firma liquidiert und Prüßner musste anderen Beschäftigungen nachgehen. Ab 1931 betätigte er sich unter anderem als Redakteur für den Lippischen Kurier. Dieser erschien von Oktober 1929 bis zum 30. September 1933 und galt seit 1931 als NSDAP-nah. Seit dem 1. Oktober 1933 arbeitete August Prüßner als Hauptschriftleiter für die Lippische Staatszeitung, das amtliche Organ der NSDAP, der Landesregierung und sämtlicher Behörden des Gaus Westfalen-Nord. Diese Zeitung hatte im Herbst 1936 eine Auflage von 18.400 Exemplaren.
Prüßner trat zum 1. April 1931 der NSDAP bei (Mitgliedsnummer 509.516). Er war in verschiedenen Parteigremien der Ortsgruppe Bad Salzuflen tätig und wurde dort 1932 zum Stadtverordneten gewählt. 1933 erfolgte seine Wahl als Mitglied des Lippischen Landtags.
Von 1932 bis 1938 wirkte er als Kreisleiter der NSDAP in Lemgo. Danach war er als Gauredner und ab 1942 als Gaupresseamtsleiter tätig.
1944 wurde er ehrenhalber zum SA-Sturmführer ernannt.
Nach dem Zweiten Weltkrieg war August Prüßner zwei Jahre lang interniert. 1967 zog er in seinen Heimatort zurück, wo er drei Jahre später starb.